# روبرتو لوبيز إيفارتي
روبرتو لوبيز إيفارتي (بالإسبانية: Roberto López Ufarte)‏ ، من مواليد 19 أبريل 1958 في فاس في المغرب ، لاعب كرة قدم إسباني سابق.
لعب مع منتخب إسبانيا لكرة القدم.

## روابط خارجية
- روبرتو لوبيز إيفارتي على موقع الاتحاد الدولي (مؤرشف)  (الإنجليزية)
- روبرتو لوبيز إيفارتي على موقع قاعدة بيانات كرة القدم.إي يو (الإنجليزية)
- روبرتو لوبيز إيفارتي على موقع ناشيونال فوتبول تيمز (الإنجليزية)